# Eiche (Klein Lübars)

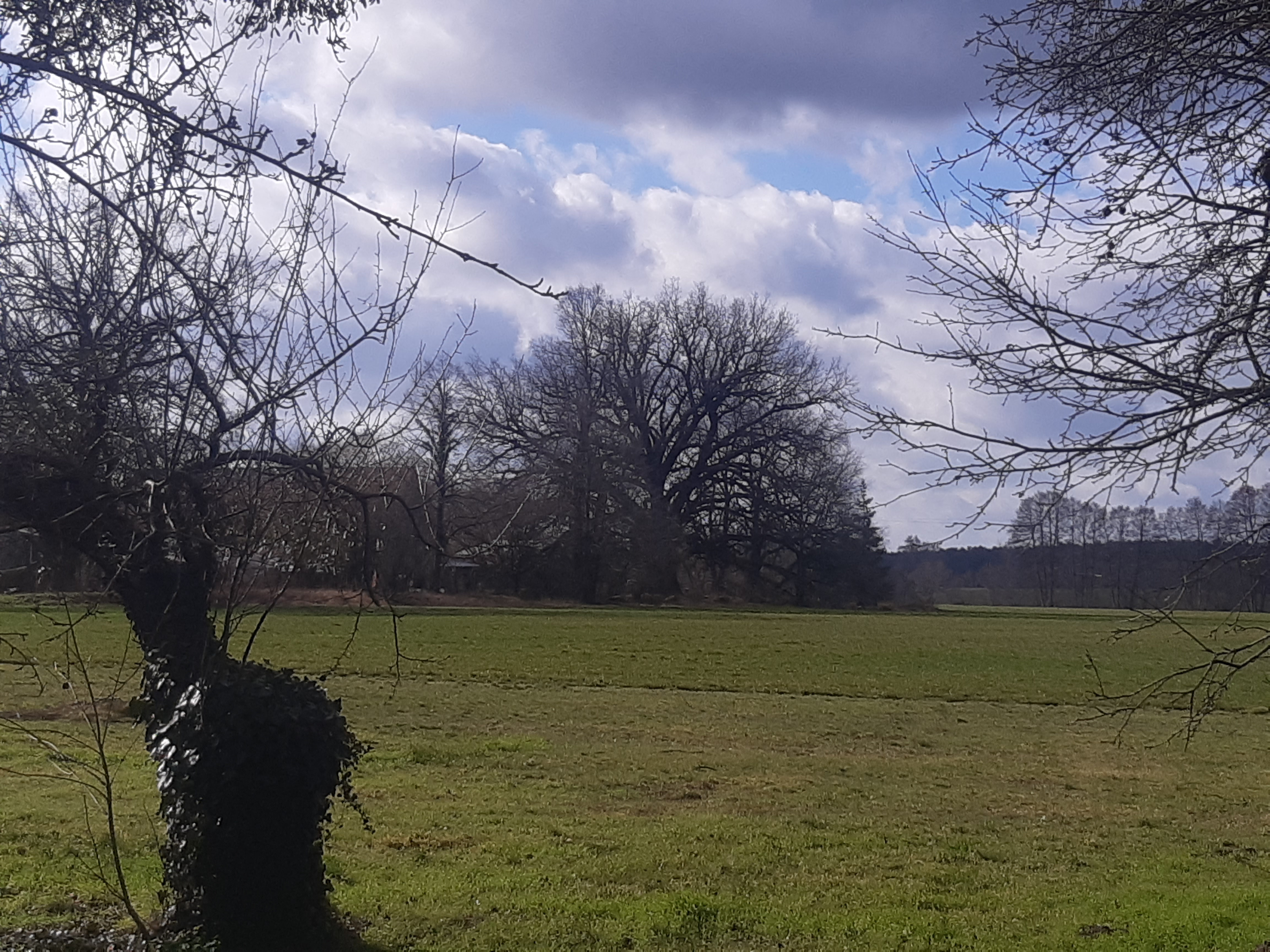
Blick von der K1230 auf die Eiche

Bei der Eiche in Klein Lübars handelt es sich um einen denkmalgeschützten Einzelbaum in der Ortschaft Klein Lübars des Möckeraner Ortsteils Lübars in Sachsen-Anhalt. Im örtlichen Denkmalverzeichnis ist der Baum als Naturdenkmal unter der Erfassungsnummer ND 0050JL verzeichnet.
Es handelt sich um eine zwischen 300 und 400 Jahre alte Stieleiche, die Breitkroneneiche, Kircheiche bzw. Pfarreiche genannt wird. Sie steht rund 150 m westlich der Kirchenruine entfernt am Westrand des Ortes in einem Grünstreifen zwischen einem Privatgrundstück und einem Feld. Nur von der Feldseite ist sie frei zugänglich. Die Eiche hat eine geschätzte Höhe von 23 m und einen Kronendurchmesser von 30 m. Auf Brusthöhe wurde 2018 der Stammumfang mit 6,60 m gemessen. Die stark verästelte Krone entwickelt sich in drei Metern Höhe aus dem Stamm.
Am 28. April 2023 wurde die Eiche zum Nationalerbe-Baum erklärt.